# Jogos da Commonwealth de 2006
Os Jogos da Commonwealth de 2006  foram realizados em Melbourne, Austrália, entre 15 de março e 26 de março. Foi o maior evento multiesportivo sediado em Melbourne desde os Jogos Olímpicos de Verão de 1956 em termos de número de equipes e atletas competindo e eventos sendo disputados.
Melbourne foi a única candidata a sede do evento, sendo proclamada em outubro de 1999, já que as outras concorrentes Singapura e Wellington se retiraram da disputa antes mesmo do processo de eleição.
As cerimônias de abertura e encerramento e o atletismo aconteceram no Melbourne Cricket Ground, mesmo local usado na Olimpíada de 1956. O mascote dos Jogos foi uma cacatua chamada Karak.

## Modalidades
Um total de 16 esportes integraram o programa dos Jogos da Commonwealth de 2006, sendo 12 deles esportes individuais e quatro coletivos. Em relação ao programa da edição anterior, as lutas e o judô foram removidos e os eventos do halterofilismo foram revistos, com a substituição das provas de arranque e arremesso pelas provas femininas. Originalmente Melbourne havia apresentado o críquete na lista de esportes, mas devido ao calendário do esporte foi descartado e em seu lugar entrou o basquetebol. O atletismo, natação, tênis de mesa e halterofilismo incluíram eventos para atletas com deficiência (EAD). Estes eventos estão incluídos no quadro de medalhas oficial.
| - Atletismo - Badminton - Basquetebol - Boxe - Ciclismo - Esportes aquáticos - Nado sincronizado - Natação - Saltos ornamentais - Ginástica |  | - Halterofilismo - Hóquei sobre grama - Lawn bowls - Netball - Rugby sevens - Squash - Tênis de mesa - Tiro - Triatlo |

## Calendário
Este é o calendário oficial dos Jogos:

## Países participantes

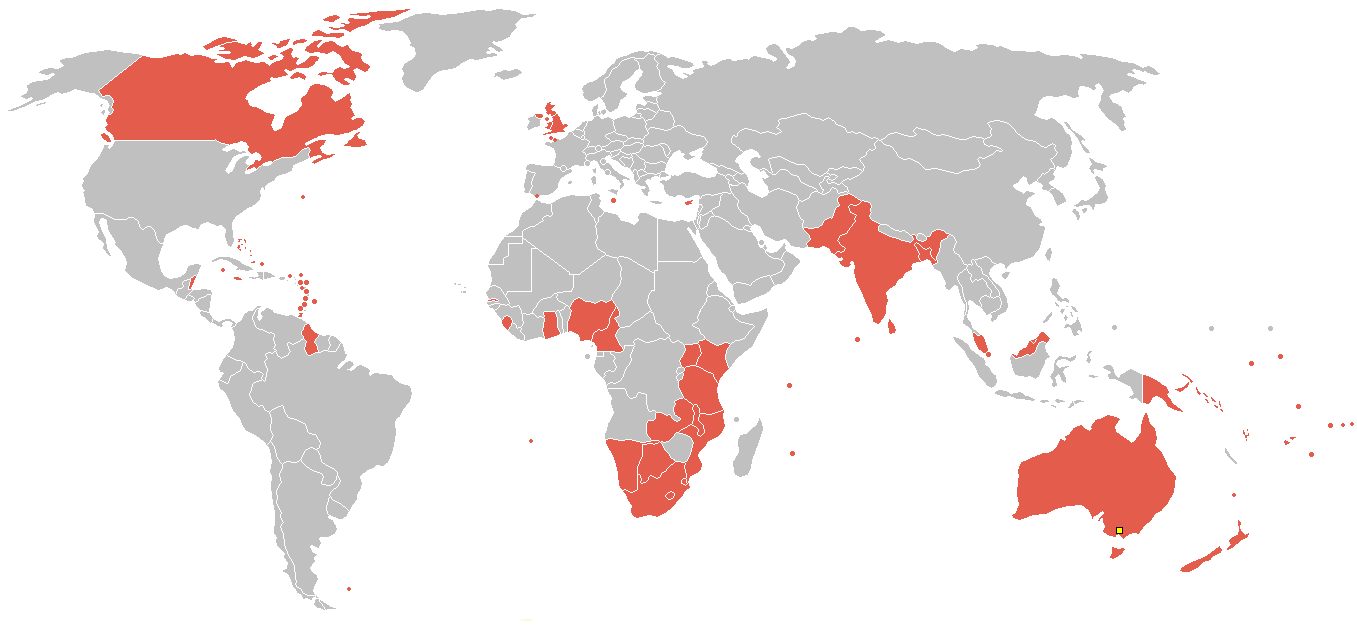
Países e territórios que competiram em 2006.

71 países e territórios competiram nos Jogos. A única alteração entre os países que estiveram nos Jogos de 2002 foi a ausência do Zimbábue, que se retirou da Comunidade das Nações em 2003.
| - África do Sul - Anguila - Antígua e Barbuda - Austrália - Bahamas - Bangladesh - Barbados - Belize - Bermudas - Botswana - Brunei - Camarões - Canadá - Chipre - Dominica - Escócia - Fiji - Gâmbia | - Gana - Gibraltar - Granada - Guernsey - Guiana - Ilhas Caimã - Ilhas Cook - Ilha de Man - Ilhas Falkland - Ilha Norfolk - Ilhas Salomão - Ilhas Virgens Britânicas - Índia - Inglaterra - Irlanda do Norte - Jamaica - Jersey - Kiribati | - Lesoto - Malásia - Malawi - Maldivas - Malta - Ilhas Maurícias - Moçambique - Monserrate - Namíbia - Nauru - Nigéria - Niue - Nova Zelândia - País de Gales - Papua-Nova Guiné - Paquistão - Quênia - Samoa | - Santa Helena, Ascensão e Tristão da Cunha - Santa Lúcia - São Cristóvão e Neves - São Vicente e Granadinas - Serra Leoa - Seicheles - Singapura - Sri Lanka - Essuatíni - Tanzânia - Tonga - Trinidad e Tobago - Turcas e Caicos - Tuvalu - Uganda - Vanuatu - Zâmbia |

## Medalhistas

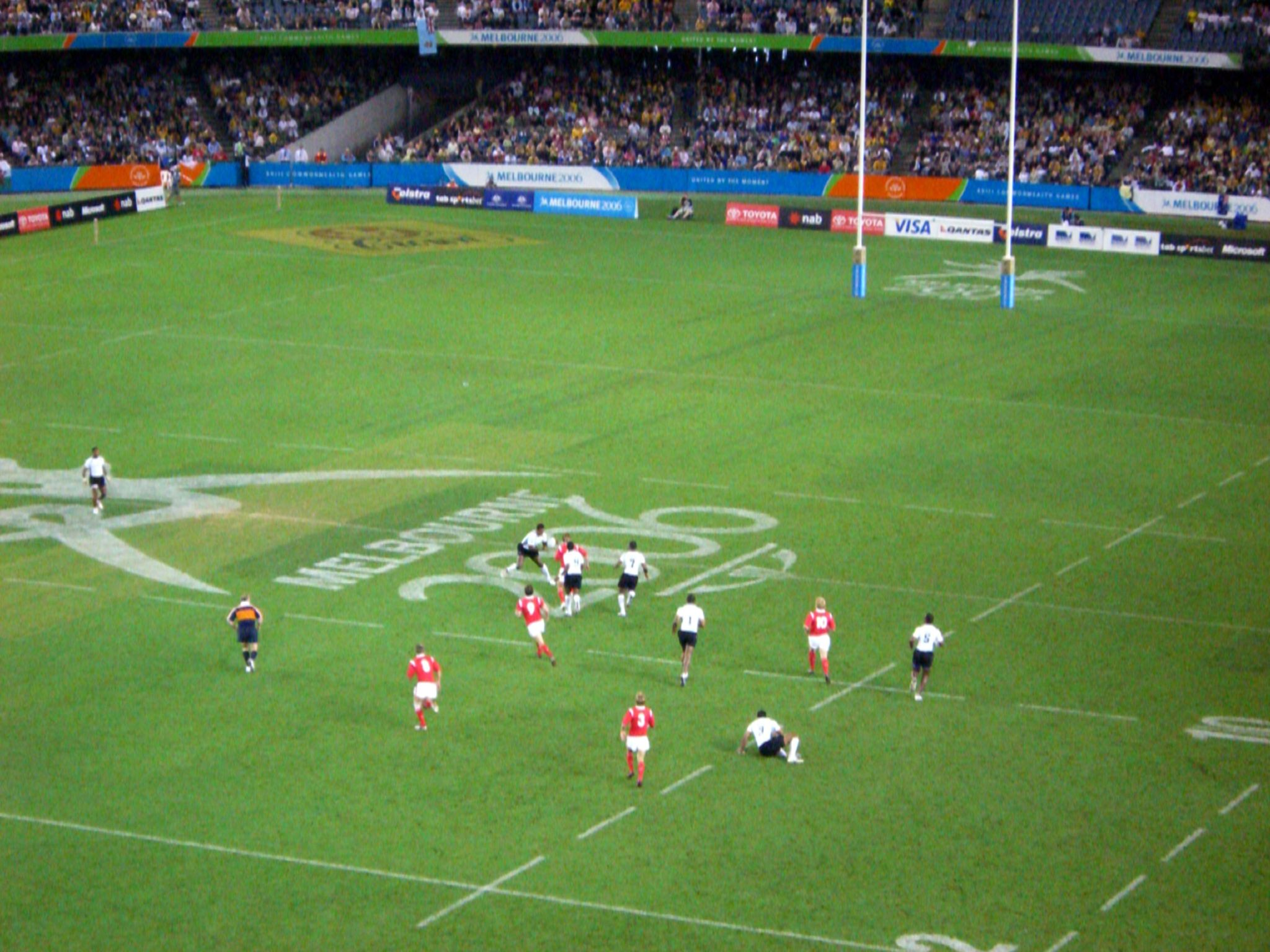
Partida de rugby sevens entre Fiji e País de Gales nos Jogos da Commonwealth de 2006.

| Ordem | País                  | Medalha de ouro | Medalha de prata | Medalha de bronze | Total |
| ----- | --------------------- | --------------- | ---------------- | ----------------- | ----- |
| 1     | AUS Austrália         | 84              | 69               | 69                | 222   |
| 2     | ENG Inglaterra        | 36              | 40               | 34                | 110   |
| 3     | CAN Canadá            | 26              | 29               | 31                | 86    |
| 4     | IND Índia             | 22              | 17               | 11                | 50    |
| 5     | RSA África do Sul     | 12              | 13               | 13                | 38    |
| 6     | SCO Escócia           | 11              | 7                | 11                | 29    |
| 7     | JAM Jamaica           | 10              | 4                | 8                 | 22    |
| 8     | MAS Malásia           | 7               | 12               | 10                | 29    |
| 9     | NZL Nova Zelândia     | 6               | 12               | 13                | 31    |
| 10    | KEN Quênia            | 6               | 5                | 7                 | 18    |
| 11    | SIN Singapura         | 5               | 6                | 7                 | 18    |
| 12    | NGR Nigéria           | 4               | 6                | 7                 | 17    |
| 13    | WAL País de Gales     | 3               | 5                | 11                | 19    |
| 14    | CYP Chipre            | 3               | 1                | 2                 | 6     |
| 15    | GHA Gana              | 2               | 0                | 1                 | 3     |
| 15    | UGA Uganda            | 2               | 0                | 1                 | 3     |
| 17    | PAK Paquistão         | 1               | 3                | 1                 | 5     |
| 18    | PNG Papua-Nova Guiné  | 1               | 1                | 0                 | 2     |
| 19    | IOM Ilha de Man       | 1               | 0                | 1                 | 2     |
| 19    | NAM Namíbia           | 1               | 0                | 1                 | 2     |
| 19    | TAN Tanzânia          | 1               | 0                | 1                 | 2     |
| 22    | SRI Sri Lanka         | 1               | 0                | 0                 | 1     |
| 23    | MRI Maurício          | 0               | 3                | 0                 | 3     |
| 24    | BAH Bahamas           | 0               | 2                | 0                 | 2     |
| 24    | NIR Irlanda do Norte  | 0               | 2                | 0                 | 2     |
| 26    | CMR Camarões          | 0               | 1                | 2                 | 3     |
| 27    | BOT Botsuana          | 0               | 1                | 1                 | 2     |
| 27    | MLT Malta             | 0               | 1                | 1                 | 2     |
| 27    | NRU Nauru             | 0               | 1                | 1                 | 2     |
| 30    | BAN Bangladesh        | 0               | 1                | 0                 | 1     |
| 30    | GRN Granada           | 0               | 1                | 0                 | 1     |
| 30    | LES Lesoto            | 0               | 1                | 0                 | 1     |
| 33    | TRI Trinidad e Tobago | 0               | 0                | 3                 | 3     |
| 34    | SEY Seychelles        | 0               | 0                | 2                 | 2     |
| 35    | BAR Barbados          | 0               | 0                | 1                 | 1     |
| 35    | FIJ Fiji              | 0               | 0                | 1                 | 1     |
| 35    | MOZ Moçambique        | 0               | 0                | 1                 | 1     |
| 35    | SAM Samoa             | 0               | 0                | 1                 | 1     |
| 35    | SWZ Suazilândia       | 0               | 0                | 1                 | 1     |
|       |                       | 245             | 244              | 254               | 743   |

     País sede destacado.